# 阿尔滕多夫 (奥地利)
阿尔滕多夫（德語：Altendorf）是奥地利下奥地利州诺因基兴县的一个市镇。总面积7.18平方公里，总人口309人，人口密度43.0人/平方公里（2005年）。